# نجم الدين محمد شريف
البروفيسور نجم الدين محمد شريف (24 أبريل 1929 - 19 سبتمبر1995)، أستاذ تاريخ وعالم آثار سوداني. ولد في قرية كويكة جنوب مدينة عبري شمال السودان، وهو من الرعيل الأول للمنقبين الاثريين في السودان. عُرف منذ نعومة أظفاره باهتمامه الشديد بالآثار؛ وقد لُقّب في صباه بـ(كيد دول) من اللغة النوبية والتي تعني (جامع الأحجار) بالعربية. 
تقلّد مناصب إدارة المتاحف القومية للعديد من السنوات، عُرف بعشقه للتاريخ وحب العمل والصرامة والتعامل الندي مع البعثات الأثرية الاجنبية ومع العابثين بالآثار، وترك ما لا حصر له من الأبحاث العلمية والمحاضرات والمذكرات، وقد أنشئت قاعة للمعارض باسمه في متحف السودان القومي تخليداً له.

قاعة البروفيسور نجم الدين بالمتحف القومي السوداني

## المراحل التعليمية
1. مدرسة عبري الأولية 1938- 1940
2. مدرسة حلفا الوسطى 1941- 1944
3. مدرسة وادي الثانوية 1945- 1948
4. كلية الخرطوم الجامعية 1949-1952
5. جامعة درهام بإنجلترا 1954- 1957 (ثلاثة أعوام علم المصريات)
6. جامعة درهام بإنجلترا 1957 - 1958 (علم الغة المروية والقبطية)
7. جامعة لندن 1960 1961 (عام- علم الآثار)

## المؤهلات والالقاب
1. شهادة جامعة كمبردج المدرسية
2. دبلوم الآداب من كلية الخرطوم الجامعية
3. بكالوريوس شرف في علم المصريات (الدرجة الثانية المرتبة الأولى)
4. زمالة المعهد البريطاني للآثار لشرق أفريقيا التابع للأكاديمية البريطانية
5. زمالة الجامعة لألمانية للآثار – كولون
6. أستاذ (بروفيسور) للآثار الأفريقية في جامعة بلتمور الولايات المتحدة

## عضوية الهئيات والمجالس واللجان
1- عضو اللجنة الدائمة للآثار في البلاد العربية السكو
2- عضو مجلس مركز بغداد الإقليمى للحفاظ على الممتلكات الثقافية يونسكو والسكو
3- عضو اللجنة الدولية لليونسكو لإنقاذ آثار النوبة من مياه السد العالي – 1970 -1971
4- عضو المنظمة الأفريقية للآثار والمتاحف 1975- 1987 (منظمة الوحدة الأفريقية)
5- عضو مجلس جامعة الخرطوم 1976- مايو 1980
6- عضو مجلس كلية الآداب جامعة الخرطوم 1976 – 1980
7- عضو اللجنة التنفيذية وعضو لجنة الثقافة للمجلس القومى لرعاية الفنون والآداب 1972- 1980
8- عضو اللجنة التنفيذية ورئيس اللجنة الثقافية للجنة الوطنية السودانية لليونسكو من 1972 -1980
9- عضو مجلس المتاحف العالمي (يونسكو)
10- رئيس اللجنة الوطنية لمجلس المتاحف العالمى (كأول سوداني وعربي لهذا المنصب).
11- عضو المجلس الدولي للحفاظ على الممتلكات الثقافية – روما – اليونسكو
الانواط والاوسمة
1- نوط الجدارة من الدرجة الأولى من ملك الدنمارك السابق.
2- نوط الجدارة من الدرجة الأولى من رئيس جمهورية فرنسا السابق.
3- نوط الجدارة من حكومة السودان.
4- الوسام الذهبى للفنون والاداب من حكومة السودان.
5- المدالية الذهبية من النادى القبطى لترقية قضية الآثار في السودان.
6- وسام النيلين من الدرجة الأولى من حكومة السودان.

## الابحاث العلمية
1- تنقيب قبرين بدبيرة – مجلة كوش العلمية- بالإنجليزية
2- شواهد القبور الإسلامية بجزيرة مينارتى – مجلة كوش العلمية – بالإنجليزية
3- حملة انقاذ آثار النوبة السودانية- المؤتمر الخامس للآثار في البلاد العربية-القاهرة 1968
4- تاريخ السودان القديم – المؤتمر الخامس للآثار في البلاد العربية - القاهرة – 1968
5- السودان القديم وآثاره كتيب 1971 – مطبعة جامعة الخرطوم
6- حملة انقاذ آثار النوبة وبعض نتائجها العلمية – كتاب 1971
7- مصلحة الآثار كتيب 1971- مطبعة التمدن
8- مرشد حديقة الآثار بمتحف السودان القومى 1971 – مطبعة دينا
9- Ashort guade to the Antiquities gardel,Sudan National Auseym,1971, diena printing press.
10- تاريخ السودان القديم – مجلة التربية – 1971
11- موجز تاريخ السودان القديم – كتيب – مطبعة القرشي – 1976
12- آثار المديرية الشمالية – كتيب- مطبعة القرشي – 1978
13- أبحاث قدمت : - The future of Sudanese Archueology,1979, Heroitica V
14- The International Campaign to save the Antiquities of Sudanese Nubia, 1980, the Unesco Courier.
-15 The problems of Archueology in the Sudan Dialog mit der arabischen Welt, Tubingen، 1974 
16- History of Africa ,Chapter x voll, 11Unesco, 1974.
17- أوضاع الآثار الإسلامية في السودان. المؤتمر التاسع للآثار في البلاد العربية صنعاء –1980
18- ترهاقا- كتيب – مكتب النشر. وزارة التربية والتعليم الخرطوم 1980.
19- Applied Arts in the ancient Sudan,1973,Unesco,20 Antiquitis of the Ancient sudan ,1978
20 – An Introduction to the section of Archaeological sites, Sudan National Atlas
21- استجلاء الظواهر الايجابية في التاريخ القومى. مجلة اتحاد المؤرخين العرب
22- بلاد النوبة في القرون الوسطى. ترجمة إلى العربية من الإنجليزية 1954
23-Swakin, 1972, Ministry of Education، PRINTING PRESS,Khartoum

## العمل الحكومي
1- ضابط آثار 1953- 1960
2- مفتش آثار 1960-1963
3- كبير مفتشي الآثار 1963-1969
4- مساعد مدير الأثار 1969-1971
5- مدير الآثار 1971-1972
6- مدير عام الآثار والمتاحف القومية 1972-1988
7- مستشار مدير عام الآثار والمتاحف 21 يناير 1988